# James Wardrop
James Wardrop, född 1782 i Torbane Hill, Linlithgowshire (numera i West Lothian), död 1869, var en skotsk kirurg och oftalmolog.
Wardrop studerade i Edinburgh och började sedan praktisera där. Han inrättade 1826 West London Hospital of Surgery, föreläste i kirurgi vid Aldersgate Street Medical Academy och tog livligt del i den tidens reformatoriska strävanden inom den brittiska medicinen. Med tiden råkade han i tvist med sina kollegor och drog sig tillbaka från dem flera år före sin död. 
Bland Wardrops många skrifter är hans arbete över ögats patologiska anatomi det mest betydande och skattades mycket högt: An Essay on the Pathology (Morbid Anatomy) of the Human Eye (två band, 1808-18).